# Szoszigenész
Szoszigenész (i. e. 1. század) Julius Caesar csillagásza. Ő határozta meg, hogy Róma alapítása után 709. március 21-e a napéjegyenlőség napja legyen. Szoszigenész az évet 365 napra és hat órára határozta meg és minden negyedik évet szökőévvé tette. Ekkor vezették be a julián naptárat 709. március 1., illetve január 1. keltezéssel, amelyet XIII. Gergely pápa koráig használtak.

## Külső hivatkozások
- Sosigenes. In  A Pallas nagy lexikona. Szerk. Bokor József. Budapest: Arcanum – FolioNET. 1998.  ISBN 963 85923 2 X